# 中華民国総統府

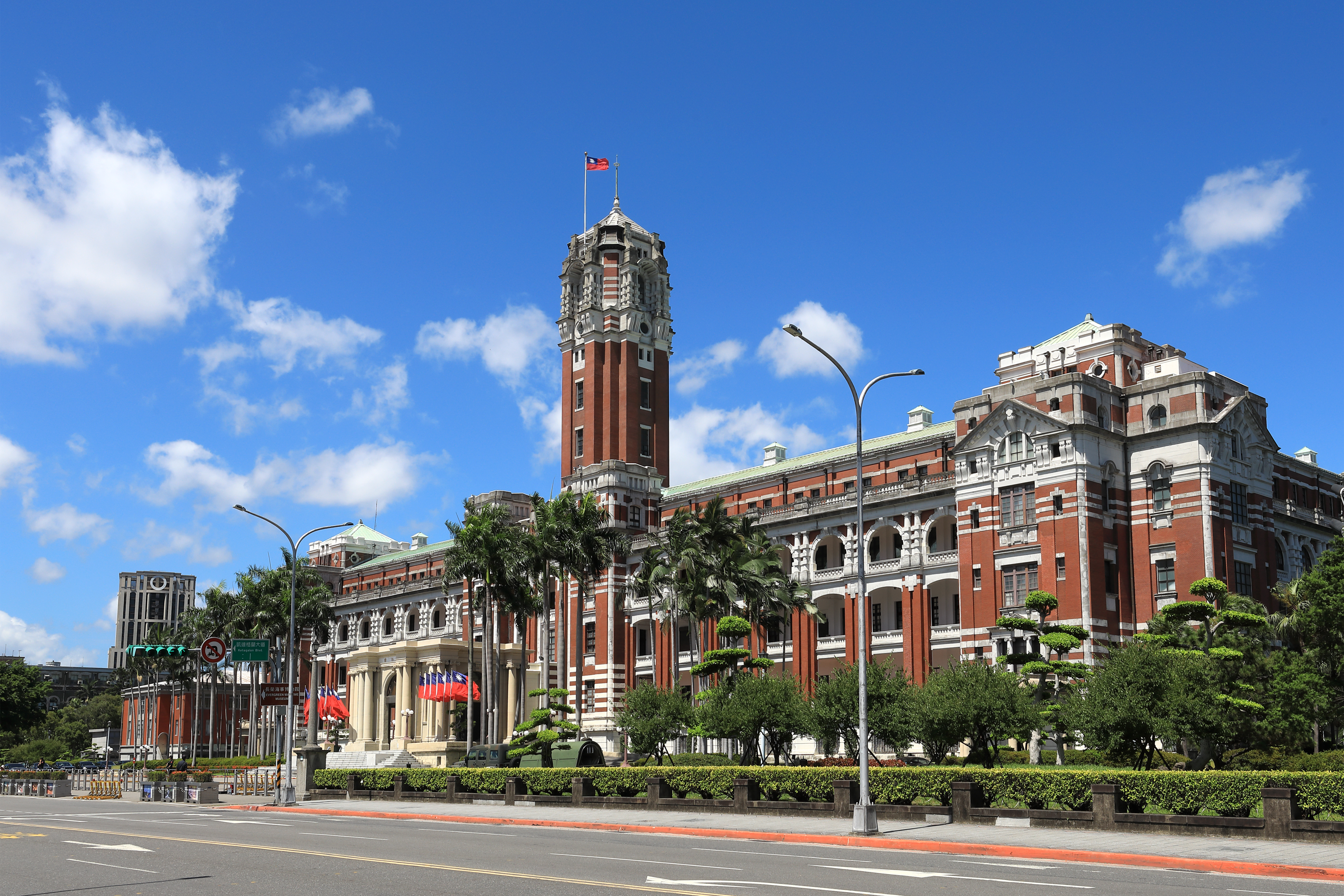
総統府庁舎

中華民国総統府（ちゅうかみんこくそうとうふ、繁体字中国語: 中華民國總統府、英語: Office of the President）は、中華民国の元首および首脳である中華民国総統と、その補佐職である中華民国副総統の事務を担当する政府機関。

## 概要
中華民国憲法増修条文の定めるところによれば、総統府は、総統が職権の行使の必要に応ずるに当たり、台北市中正区に幕僚機関として中華民国総統府を設置している。
総統府は、総統の命により府内の事務を総理し、並びに所属職員を指揮監督する秘書長を1人設けている。
この他、総統府は、総統が任命する資政、国策顧問、戦略顧問などの職務を設けており、国家の大計や戦略、国防関連事項の提言を行っている。
現在、総統府下には3つの局と3つの室が設けられており、総統府の附属機関として中央研究院、国史館及び国父陵園管理委員会が存在する。

## 歴史

### 前史（1912年以前）
中華民国建国以前、清朝の両江総督府は江寧府（現：南京市）中部の漢府街にある漢王（明代に陳友諒の後胤が封じられた）府の跡に置かれた。
1853年から1864年の太平天国の乱で太平天国軍に南京が占拠されると、首領の洪秀全は両江総督府を拡張して極彩色に輝く天王府を建設した。1864年に清朝軍の攻撃により太平天国が崩壊して曽国藩により天王府は焼き払われ、天王府が破壊されると、曽国藩は両江総督に昔ながらの総督府の再建を命じた。そして、同治9年（1870年）に再び両江総督府が置かれた。

### 臨時政府 (1912年-1913年)
1911年、辛亥革命が勃発した。1912年1月1日、孫文が初代臨時大総統に就任し、中華民国臨時政府が南京で成立した。臨時大総統府が両江総督府（現在の南京中国近代史遺址博物館）に設立された。同年4月、袁世凱の臨時大総統就任により、中華民国臨時政府は北京へ移り、1913年10月に袁世凱は正式に中華民国大総統に就任して北洋政府が成立した。

### 北洋政府（1912年 - 1928年）
1912年3月10日、北洋政府が成立すると、大総統府が旧清朝の陸海軍部庁舎に設置された。その後、北京の中南海にある豊沢園と監国摂政王府が大総統府になり、1927年に蔣介石により国民政府が南京に移転するまでの間設置された。

### 護法軍政府（1917年 - 1925年）
- 1917年9月、広州市観音山（現・越秀山）越秀塔（1922年の六・一六事変（中国語版）で焼失、現在の中山紀念堂 (広州市)）
- 1923年3月、中華民国陸海軍総司令部本部が広州に設立され、旧広東市民工場（現在の孫中山大元帥府紀念館（中国語版））に設置された。

### 国民政府（1925年 - 1948年）
- 1925年7月1日、広州大元帥府は正式に国民政府に改組された。
- 1926年9月、武漢南洋塔に移転。
- 1927年、南京の旧臨時政府の跡地に移転。
- 1937年、日中戦争中に重慶へ移されたが、日中戦争勝利後の1946年に再び南京に戻された。同年、中華民国憲法が公布され、中華民国による訓政は終了した。

1945年（昭和20年/民国34年）10月25日、日本の敗戦に伴って中華民国国民政府が台湾を接収し、台湾省を設置した（台湾光復）。これによって日本による台湾の統治は終了した。
1947年（民国36年）12月25日、第二次国共内戦中だった中華民国は1946年（民国36年）の制憲国民大会で制定された中華民国憲法を正式に施行し、国民政府は憲法の定めるところにより、中華民国政府に改編され、中華民国総統が国民政府委員会主席（通称「国民政府主席」）に代わって中華民国の国家元首となり、同時に、予備の元首として中華民国副総統が創設され、総統と副総統が権限を行使するために必要な機関とし中華民国総統府が設置された。

### 憲政時代（1948年以降 - 現在）
1948年（民国37年）3月29日、1946年に制定された中華民国憲法によって設立された国民大会の第1回大会が召集された。当時国内で第二次国共内戦が勃発していた現状に鑑みて、憲法の臨時的な修正条項として4月18日に「動員戡乱時期臨時条款」が制定され、事実上の憲法改正が行われた。これによって憲法本文の一部が凍結され、総統の権限が拡大した。
同年4月20日に行われた総統選挙で、国民政府主席に代わる新たな元首職として総統が創設された。憲法の定めるところにより、国民大会で初代総統及び副総統選挙が行われ（総統及び副総統選挙は別々に実施）、当時の国民政府主席で、中国国民党（国民党）所属の蔣介石が総統に当選した（副総統は同党所属の李宗仁）。1948年5月20日、蔣介石は中華民国の初代総統に就任。
5月20日、南京の総統府（現：南京中国近代史遺址博物館）で蔣介石と李宗仁の総統・副総統への就任式が行われ、国民政府の主要機関は総統と副総統の官房機構である総統府に改組され、総統府と行政院、立法院、司法院、考試院、監察院の「一府五院」から成る中華民国政府が成立し、憲政体制が正式に確立された。
1949年（民国38年）12月7日、国共内戦で中国大陸の領土を失った中華民国は、政府機構を台湾省台北市に移転し、総統府は「介寿館」（現在の総統府）に入居した。中華民国政府は台湾への移転後も大陸時代の政府機構を維持しつつ台湾での統治体制を固め、「動員戡乱時期臨時条款」を施行し続けた。また、1949年5月20日に施行していた台湾省戒厳令も、蔣介石の後継者である蔣経国によって1987年（民国76年）7月15日に解除されるまで継続した。
一方、「中央民意代表機関」たる国民大会・立法院・監察院は欠員補充のための選挙を除く本格的な改選が1991年（民国80年）まで停止され、1947年から1948年にかけて選出された第1期国民大会代表・立法委員・監察委員の任期が無期限に継続することになったため、「万年国会」と揶揄された。
1996年（民国85年）3月23日には初の直接選挙による総統選挙が実施され、李登輝が総統、連戦が副総統に当選した。この一連の民主化措置によって、中華民国はそれまでの権威主義体制から、「中華民国憲法」第2条の「主権在民」の原則を実行する民主共和国家へと変貌し、「国民主権」を代表するようになった中華民国政府は、より強い合法性と正当性を得ることになった。

## 組織
本来、総統は行政に関与せず、五院の正副院長や構成員の任命や、五院間の調整役であった。そのため、総統府そのものは、総統官房機構としての役割を持っている。総統府組織法（1948年5月1日公布、1996年1月24日改正）により、総統府の組織や役職が定められている。

### 直属機関
- 中央研究院：総統府直属の学術機関。
- 国史館：総統府直属の歴史研究機関で、国史や史料集の編纂のほか、史料館としての役割も担っている[28][29]。
- 台湾文献館

### 役職
蔣介石は事実上軍事力を背景に君臨し、彼が総統の職を占めていた。そのため、総統府にも軍人のポストが多いばかりか、戒厳令を口実に総統が直接行政決定を下すため、もう一つの官房機構として国家安全会議と国家安全局が設けられた。民主化後も、総統府と国家安全会議の組織はおおむね維持されている。
- 秘書長：正副総統を除き、総統府の組織のトップ。閣僚クラスの人物が着任している。
- 副秘書長：2名。秘書長を補佐する。

#### 総統任命職
- 中華民国総統府秘書長（中国語版）（1人、特任）
  - 総統府副秘書長（2人、内1人特任、1人簡任第十四職等）
    - 中華民国総統府発言人（中国語版）（簡任秘書を兼任、法律の定め無し）

#### 文職
- 局長（3人，簡任第十四職等）
  - 秘書、主任、副局長、参事、所長、副主任（簡任第十二から十四職等）
    - 参議、專門委員、高級分析師（簡任第十職等から第十二職等）
      - 科長、編審、分析師、專員、管理師、設計師、薦任科員（薦任第六職等から薦任第九職等及び簡任第十職等）
        - 委任科員、助理管理師、事務員、書記（委任第一職等から第五職等）
          - 雇員

#### 軍職
- 中華民国総統府侍衛長（中国語版）（中将軍階1人）
  - 総統府副侍衛長（少将1人）、警衛主任（少将3人）
    - 組長（上校4人）、副組長（上校4人）、侍從武官（陸軍上校、海軍上校、空軍上校武官各1人，共3人）、主任醫官（上校1人）、參謀官（上校7人至10人）
      - 侍衛官（上校16人、中校18人，共34人）
        - 參謀（中校15人、少校10人，共15至25人）、醫官與藥劑官（中校2人、少校2人，共4人）
          - 侍衛（少校10至15人、上尉12人，共22至27人）、護理參謀官（少校1人）、護理官（上尉2人）

### 内部単位

#### 行政業務
- 第一局：総統による法律公布や人事、国家機関・軍などとの調整を行う。
- 第二局：勲章や国璽の管理、公報の発行などを行う。
- 第三局：式典などの行事や建物・車・収支などの管理業務を担う。
- 機要室：正副総統の機要事項を担う。機要とは、国内外への祝電、送付文書に関する業務や、その行動スケジュールの記録や調整をさす。
- 侍衛室：警備を担当。構成員は軍人が占める。
- 公共事務室：広報や陳情の処理を行う。
- 人事処
- 会計処
- 政風處
- 法規委員會

#### 任務編組
- 総統府原住民族歴史正義與轉型正義委員会
- 国家気候変動対策委員会
- 全社会防衛韌性委員会
- 健康台湾推動委員会[30]

### 顧問人員
- 中華民国総統府資政（中国語版）：上級顧問。無給職。2006年6月以降、空席。上限30人。
- 中華民国総統府国政顧問（中国語版）：無給職。2006年6月以降、空席。上限90人。
- 中華民国総統府戦略顧問（中国語版）：将軍クラスの軍人の待機ポスト。現在4人、上限15人。総統任命職。